# Via della mano sinistra e della mano destra

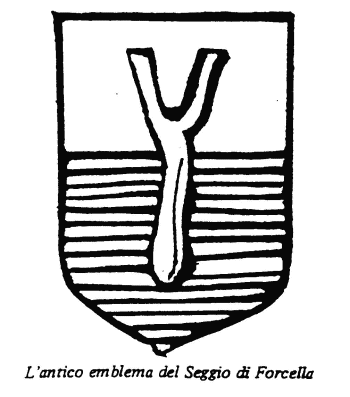
Il bivio tra i sentieri di destra e di sinistra, risalente alla ypsilon pitagorica, raffigurante una strada o un tronco che si divide in una biforcazione, due scelte dalla diversa valenza morale. La sua forma a "forcella" è anche emblema esoterico dell'omonimo quartiere di Napoli.

Via della mano sinistra e via della mano destra sono due locuzioni che si riferiscono a una dicotomia tra due opposte filosofie, presente nella tradizione esoterica occidentale, che si estende su diversi gruppi coinvolti nell'occulto e nella magia cerimoniale. In alcune definizioni, il sentiero della mano sinistra è identificato con la magia nera, quello della mano destra con benevola magia bianca.

## Origine del termine

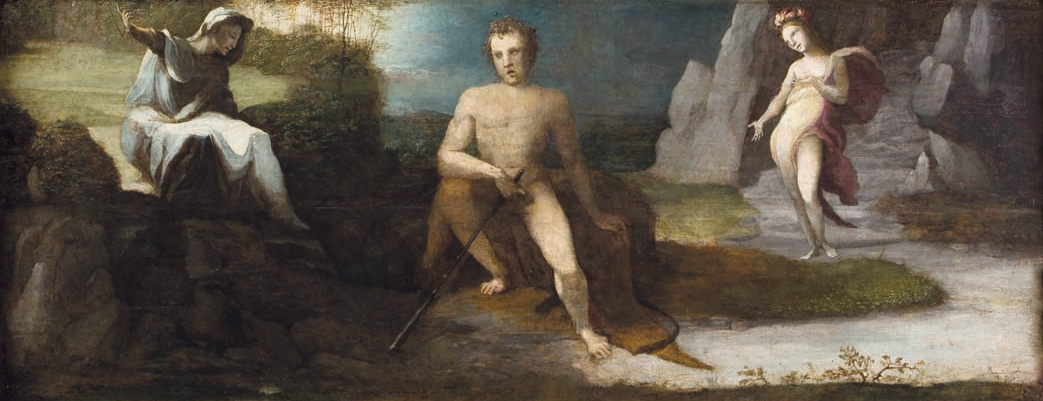
Ercole al bivio, dipinto di Domenico Beccafumi (1520), che raffigura il mito dell'eroe greco coinvolto nella scelta tra la via di destra della virtù, e quella di sinistra del vizio.

Questa terminologia venne introdotta in Occidente nel XIX secolo per opera dei teosofi e fa la sua prima comparsa negli scritti di Helena Blavatsky, sebbene la sua simbologia risalga ad antichissime tradizioni sapienziali: in Occidente apparteneva infatti alla Y pitagorica, raffigurante una strada o un tronco che si divide in una biforcazione tra due sentieri di destra e di sinistra, due scelte dalla valenza morale alternativa: quella di destra conduceva alla virtù, quella di sinistra invece al vizio e alla perdizione, o comunque alla tentazione.

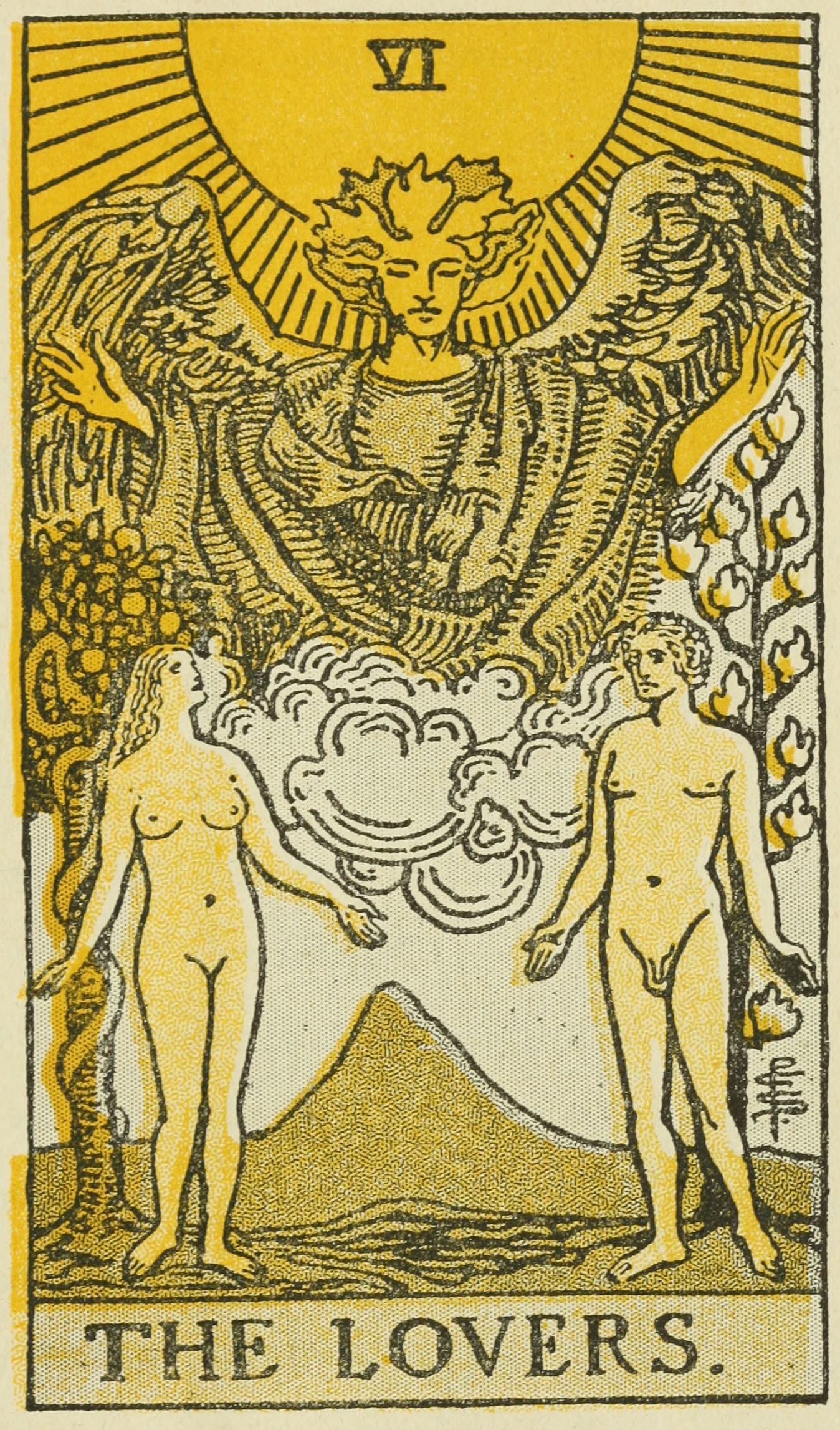
La carta degli Amanti nei tarocchi, analoga simbologia di una scelta dualistica.

Il significato pitagorico della Y era conosciuto anche da Virgilio, secondo la testimonianza di Servio, un commentatore dell'Eneide, il quale ne attribuisce la tipica forma biforcuta al ramo d'oro ricercato da Enea, che gli consentirà la discesa nell'oltretomba Averno.
Il simbolo pitagorico del dualismo tra vizio e virtù, pur connotati da un'origine comune, fu assimilato in epoca medioevale all'albero della conoscenza del bene e del male, giungendo anche, attraverso correnti ermetiche, cabalistiche e neoplatoniche, fino a Dante Alighieri.
La via teosofica delle due mani intendeva rifarsi inoltre alla filosofia indiana, in particolare a quelli che nel tantrismo sono chiamati Vama Marga e Dakshina Marga, ossia gli approcci rispettivamente alla mistica e alla sadhana, apparentemente differenti per metodologia e morale, la cui meta ultima tuttavia è la stessa: la Moksha, ossia la liberazione dalla sofferenza.
Tale rilettura occidentale, dove il concetto di "sinistra" (vama, dal sanscrito) è stato inteso come «il Male», è stato poi ripreso da altri autori quali l'esoterista Aleister Crowley, Dion Fortune, Arthur Edward Waite e il contemporaneo Kenneth Grant, che ne hanno rielaborato il significato in maniera più o meno simile al concetto originale indiano, trasformandolo così in un termine che, alla lunga, ha preso una sua indipendenza totalmente svincolata dal tantra e varia a seconda di chi ne parla.

## Via della mano destra

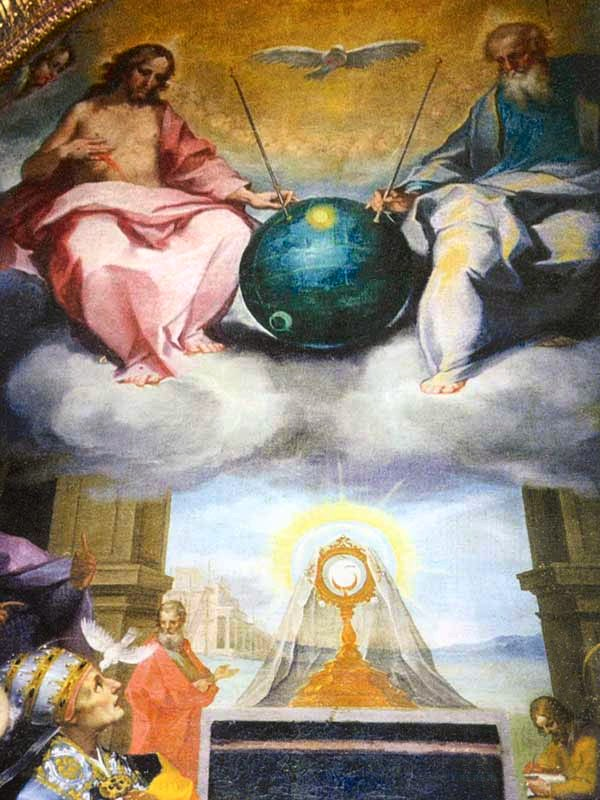
Il Figlio dell'Uomo seduto alla destra del Padre (Mc, XVI,19)

Nella rilettura magica teosofica, la via della mano destra (o via longa, anche nota con l'acronimo VMD, o RHP dall'inglese Right Hand Path, contrapposta a quella della mano sinistra) è ritenuta la forma più sicura ed elevata di magia con cui innalzarsi al divino, sebbene sia più lunga e richieda tempo e costanza per essere percorsa. Essa comprende le pratiche e i rituali comuni ai maggiori gruppi religiosi, seguendo linee definite di codice morale ed etico. 
Alcuni esempi di metodi della mano destra sono i seguenti:
- La preghiera e le comunicazioni canalizzate per collegarsi direttamente col mondo spirituale;
- Un atteggiamento di gratitudine e amore verso il divino;
- Propensione al perdono e visione della bellezza dappertutto;
- Disciplina della mente e spirito di sacrificio;
- Sviluppare una coscienza superiore di Sé attraverso la liberazione progressiva dai condizionamenti;
- Adesione alle forme di trasmutazione naturali proprie della magia bianca;
- Privilegiare i percorsi evolutivi simboleggiati dalla luce della tradizione solare;
- Rispetto del libero arbitrio altrui e di ogni forma di vita;
- Fiducia e apertura verso le indicazioni di angeli e spiriti guida.

La natura superiore della via della mano destra è significativamente evidenziata da Gesù Cristo nella sua ammonizione: «Quando fai l'elemosina, non sappia la tua mano sinistra ciò che fa la tua destra».
Sulla base degli insegnamenti cristiani, le posizioni della destra rappresentano la via sicura e collaudata del «Bene», essendo la destra la via «retta» e «giusta» per antonomasia, e anche in politica esse saranno identificate, sin dai tempi della rivoluzione francese, con quelle del mantenimento dell'ordine e della buona tradizione.
In alchimia la via della mano destra corrisponde alle qualità della cosiddetta «via umida», basata sull'acqua, sebbene questa sia maggiormente di natura lunare.

## Via della mano sinistra
Nella rilettura teosofica la via della mano sinistra (o via brevis, anche conosciuta con l'acronimo VMS, o all'inglese LHP da Left Hand Path, contrapposta a quella della mano destra) costituiva il percorso cosiddetto «delle acque corrosive», cioè un insieme di pratiche, anche di natura violenta, per indurre una rapida evoluzione della coscienza. 
Pur trattandosi di un sentiero molto più breve e veloce rispetto a quello di destra, espone chi lo segue a svariati pericoli, anche letali, per la sua salute fisica e mentale, o per il rischio di venire sopraffatti da forze troppo grandi da gestire.
Comprende infatti metodi capaci di suscitare stati repentini di autocoscienza che, senza una lunga e adeguata preparazione, l'organismo non è in grado di sostenere.

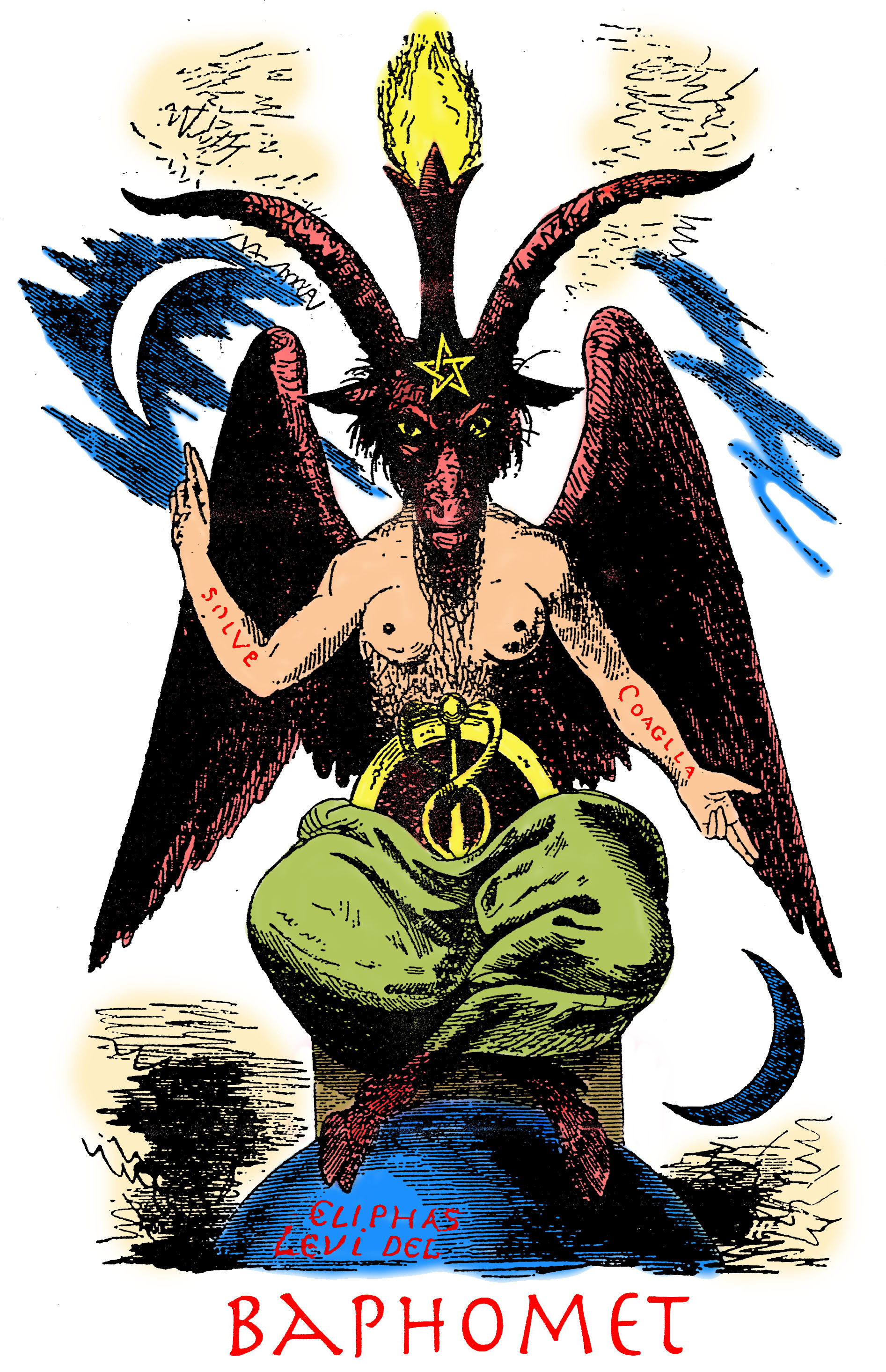
Bafometto raffigurato in Dogma e rituale dell'Alta Magia di Eliphas Lévi, le cui corna rimandano alla biforcazione dei sentieri di destra e di sinistra

Per questo la via della mano sinistra è stata generalmente associata al satanismo e alla magia nera, sebbene tale identificazione sia solo parzialmente giustificabile, poiché il sentiero di sinistra si rivela molto utile se praticato sotto la guida di maestri e sciamani evoluti.
Alcuni esempi di percorsi della mano sinistra sono i seguenti:
- Assunzione di sostanze psicotrope;
- Utilizzo di particolari mantra e tecniche respiratorie eccezionalmente potenti;
- Ricorso a forme di magia sessuale, come il tantrismo;
- Pratiche di meditazione dalla forte carica energetica;
- Acquisizione accelerata delle capacità di aprire il terzo occhio o di viaggiare in astrale;
- Seguire rituali e percorsi di conoscenza appartenenti a forme della tradizione lunare come la stregoneria o la wicca.[19]

I seguaci della via della mano sinistra in Occidente usano solitamente il simbolo del capro o Bafometto, attribuendogli però significati differenti da quello tradizionale alchemico e dalle simbologie che Eliphas Lévi attribuiva al suo becco.
Secondo la dottrina tantrica ripresa da Julius Evola, la via della mano sinistra sarebbe l'unica percorribile dall'uomo contemporaneo nell'epoca di decadenza attuale detta del kali yuga.
In alchimia essa corrisponde alle qualità della cosiddetta «via secca», basata sul regime del fuoco, sebbene questa sia più di natura solare.